# Renault City K-ZE
Renault City K-ZE este un crossover electric fabricat și vândut începând din 2019 în China și din 2021 în Europa, sub numele de Dacia Spring. De precizat că mașina se remarcă pentru prețul scăzut, începând de la mai puțin de $8,700.